# Hêtre tortillard

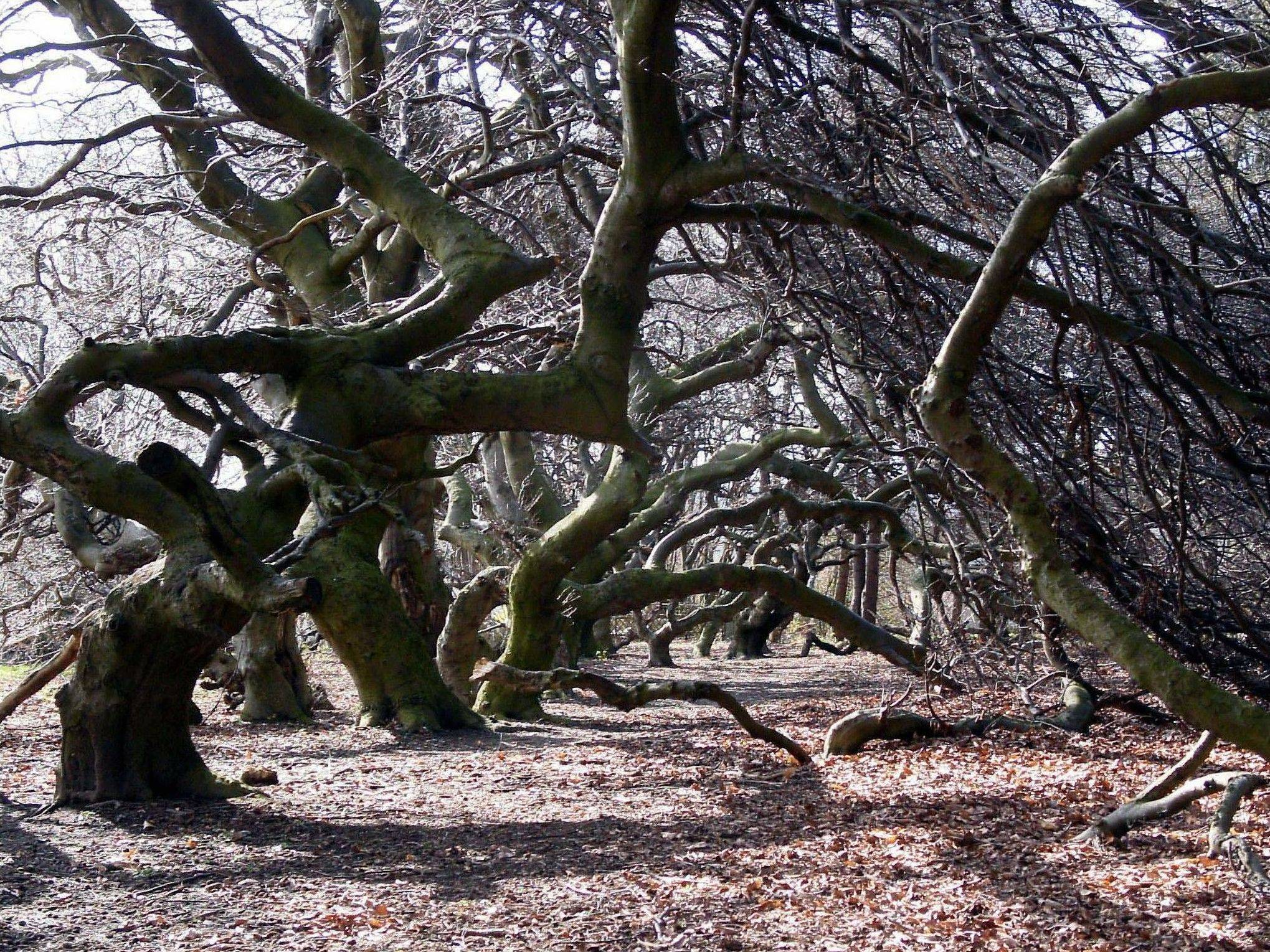
Hêtres tortillards à Bad Nenndorf en Basse-Saxe.

Le Hêtre tortillard (Fagus sylvatica groupe Tortuosa) est un hêtre caractérisé, par un tronc tortueux et des branches et rameaux tordus et retombants qui lui donnent un port particulier comme un parasol. La croissance d'un hêtre tortillard est très lente.
« Hêtre » est un terme d'origine germanique (du francique *haister. De nombreux noms locaux du hêtre sont quant à eux issus du mot latin fagus. Ainsi, on l'appelle, selon les régions : fau, fayard, fayaud, etc. (pluriels : des faux, des fayards, des fayauds, etc.).
En général un fau ne dépasse pas quatre à cinq mètres de haut. En été, il étale ses feuilles en un parasol très dense, pouvant aller jusqu'à former une sorte d'igloo de feuilles. En hiver, son architecture tourmentée se dévoile : troncs et branches tordus, coudés, torsadés, branches terminales retombant jusqu'au sol.
Ces arbres donnent ainsi leur nom au site touristique des faux de Verzy, situé en France sur la partie nord-est de la montagne de Reims, au sud de Reims dans la Marne, où l'on trouve la plus grande concentration mondiale de hêtres tortillards, estimée à environ un millier d'individus.

## Des cultivars
On a cru qu'il s'agissait d'une forme ou d'une variété naturelle de Fagus sylvatica (le hêtre commun) de faible hauteur.
Leur nom scientifique fut alors : 
- Fagus sylvatica f. tortuosa (Pépin) Hegi

ou
- Fagus sylvatica var. tortuosa Dippel.

À l'heure actuelle, ce groupe est considéré comme un cultivar (Fagus sylvatica 'Tortuosa') ou plutôt un groupe de cultivars (Fagus sylvatica groupe Tortuosa). On peut en voir aussi dans de nombreux jardins botaniques, dans certains parcs publics et chez certains horticulteurs qui les proposent à la vente.
Diverses hypothèses ont été avancées pour expliquer son origine : accommodat, dérive génétique (consanguinité), induction virale (ou bactérienne), responsabilité du régime alimentaire sur les modifications géniques (notion de génotrophe[Quoi ?]), ou plus probablement mutation spontanée.
C'est un groupe rare que l'on trouve en nombre dans les bois de Verzy, près de Reims. Les faux de Verzy sont une attraction touristique de la montagne de Reims, connus depuis le VIe siècle, mais on trouve aussi des hêtres tortillards :
- en Moselle, dans la forêt de Rémilly où l'un d'entre eux est appelé Joli Fou (qui a d'ailleurs donné son nom à l'école élémentaire du village), ainsi qu'un seul exemplaire à L'Hôpital ;

- dans les Vosges, divers exemplaires protégés par l'ONF depuis 1994 dans la forêt de Sionne et de Frebécourt ;

- en Ariège, au-dessus du Castelet (à côté de Perles-et-Castelet), où une très importante colonie a été repérée par un botaniste amateur (identification à confirmer, donc) ;

- ailleurs en Europe, notamment dans les régions de Hanovre (Allemagne) et en Scandinavie, au Danemark et dans la région de Malmö en Suède.

Ils sont trop peu nombreux pour assurer leur pérennité comme dans une hêtraie. Ce n’est pas le cas des faux de Verzy, en particulier depuis qu'un sentier aménagé permet de les admirer, protégés par des barrières en rondins, sans que le piétinement leur soit nuisible. Une réserve clôturée permet de préserver une partie du peuplement. Fin 2007, une population relativement importante (une vingtaine d'individus) a été découverte en Auvergne, dans la chaîne des Puys. Plus récemment encore, un groupe d'une vingtaine d'individus a été authentifié en Lozère. Toutefois avec plus de 1 000 individus, la forêt domaniale de Verzy est la principale réserve mondiale de faux.
On estime en général que la longévité du tortillard est identique à celle du hêtre commun, soit de l'ordre de 300 ans.
En Allemagne, le « mystère » de ces arbres (Süntelbuche) est aussi évoqué : la cause de l'étrange croissance des tortillards est un secret inexpliqué à ce jour. Pour la croissance, ont été rendus responsables la nature du sol, sa composition chimique, la présence de substances radioactives dans les eaux, le climat, des météores radiants, la forme et la position des bourgeons, des cavités souterraines avec courants d'air ou des rayonnements telluriques. Il y eut une présomption que les arbres à « balai de sorcière » pourraient engendrer encore des tortillards. En outre, le manque temporaire d'eau chez les jeunes plants a été considéré comme pouvant être pris en considération pour expliquer l'accroissement des malformations;  mais toutes ces spéculations n'ont pas fait leurs preuves.

## Biologie
Les hêtres tortillards, comme les hêtres communs, font partie de la famille des Fagacées. Leurs particularités sont, outre la forme :
- la longévité. Pas 800 ans, comme cela a été avancé, mais des comptages de cernes de croissance ont donné 350 ans à Verzy. Certains ont pu vivre 500 ans.
- la capacité d'anastomose (soudure des branches, même entre arbres différents ou entre fau et chêne).
- la capacité de marcottage.
- la rareté et le manque de fertilité de la mise à graines (un an sur cinq à sept, taux de germination inférieur à 10 %). De plus, les graines ne donnent que 40 % environ de faux.

La mutation génétique est actuellement l'hypothèse la plus probable concernant le phénomène « tortillard ». Survenue spontanément ou peut-être induite par un pathogène il y a plusieurs siècles, la mutation serait stable et héréditaire selon Rol.
F. Lange propose l'hypothèse d'une mutation récessive, se fondant sur l'apparition dans une forêt de hêtres communs voisine d'un ancien peuplement de faux disparus, de semis spontanés de phénotype tortillard. Il y a alors extériorisation du caractère récessif présent chez des hétérozygotes de phénotype Hêtre commun.
L'hypothèse de l'accommodat, transformation due aux contraintes exercées par le milieu, encore en vogue dans la région, ne peut être retenue : elle n'est pas génétiquement stable ; les tortillards transplantés de Verzy dans d'autres milieux ou greffés sur hêtre commun, en conservent l'aspect tourmenté.
Le sol de Verzy, peu favorable à la végétation, aurait-il pu entraîner l'induction d'une lignée de phénotype distinct de celle d'origine et génétiquement différente ? Non, car alors pourquoi tous les hêtres de Verzy ne sont-ils pas tortillards ?
L'hypothèse d'un pathogène ayant induit une mutation est compatible avec la présence à Verzy de quelques spécimens tortillards de chênes Quercus petraea et de châtaigniers Castanea sativa. Toutefois, l'analyse microscopique photonique et électronique à transmission menée par Audran en 1985 n'a pas permis d'y déceler la présence active de virus ou de mycoplasmes.
Sur le même site, de curieux arbres de phénotype tortillard dont une branche présente un retour stable au phénotype commun peuvent être observés ; de façon surprenante, leur nombre semble s'être accru au cours des dernières années. Ces « hêtres chimères » sont aussi nommés « révertants ». Ces observations de réversions relativement fréquentes suggèrent, a contrario de l'hypothèse initiale de Rol, que la mutation serait instable et probablement due à un élément génétique mobile (transposon).
L'étude comparative des ADN de hêtres communs, tortillards, pourpres et pourpre tortillard (un spécimen à Süntel) des sites de Verzy et Süntel par Anita Gallois du laboratoire de biologie et physiologie végétale de l'Université de Reims en 1998 a permis de montrer que les différences morphologiques étaient bien dues à un facteur génétique, confortant l'hypothèse d'une mutation. Le séquençage complet et la comparaison des génomes des hêtres commun et tortillard devrait permettre de trancher définitivement la question.

## Galerie
Hêtres tortillards Fagus sylvatica 'Tortuosa' 

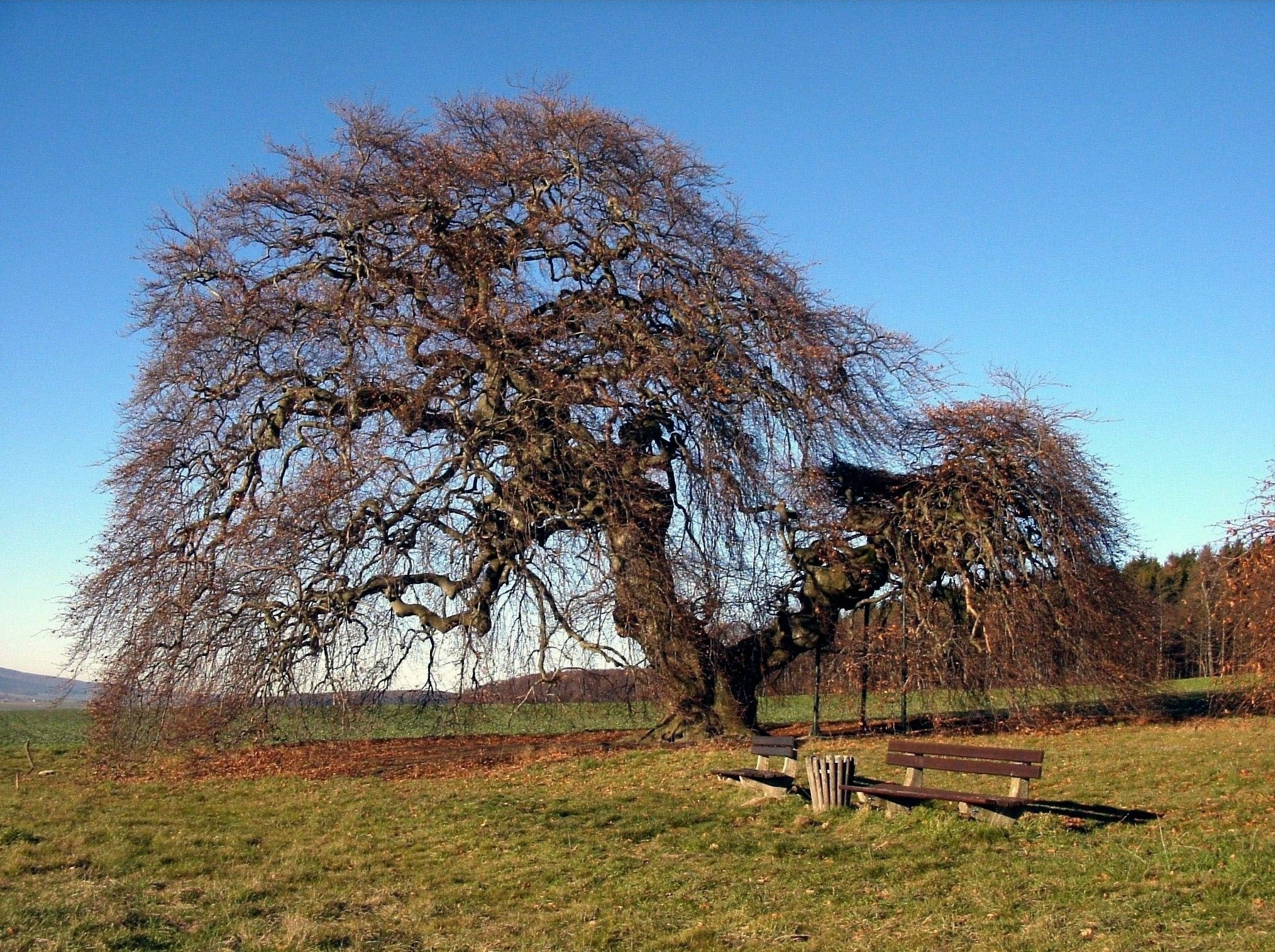
À Gremsheim (Allemagne).
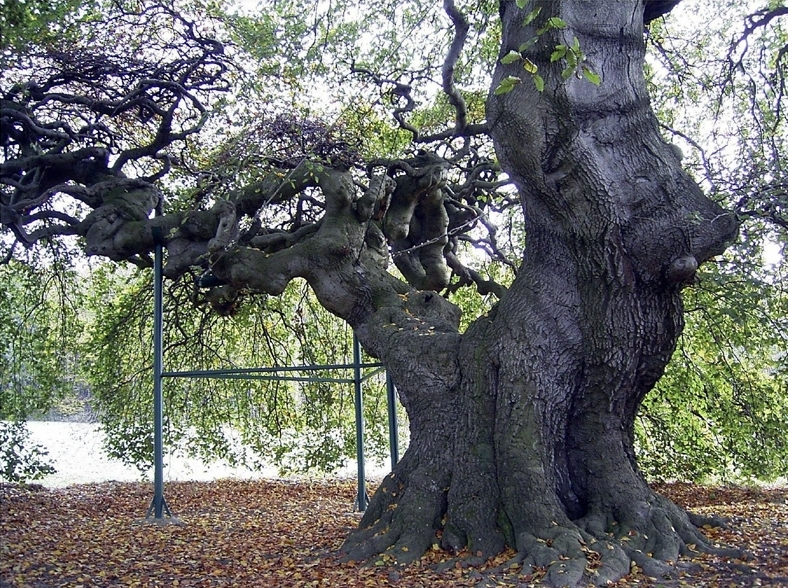
À Gremsheim (Allemagne).
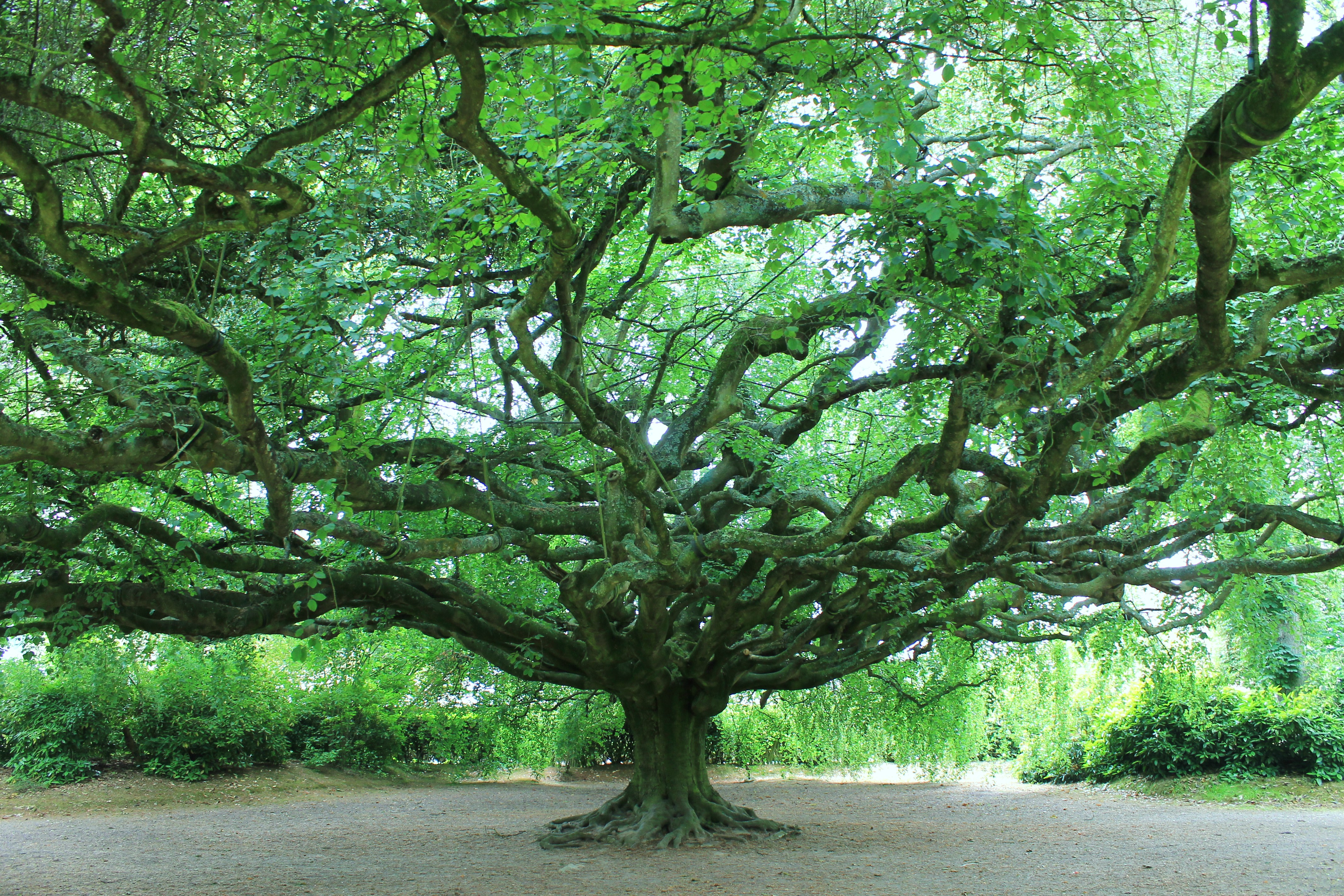
À Bayeux (France).
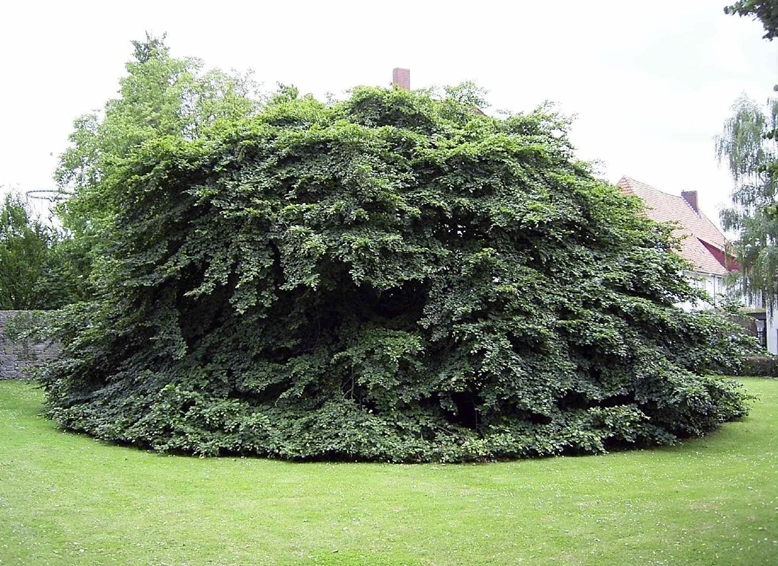
À Bad Münder am Deister (Allemagne).
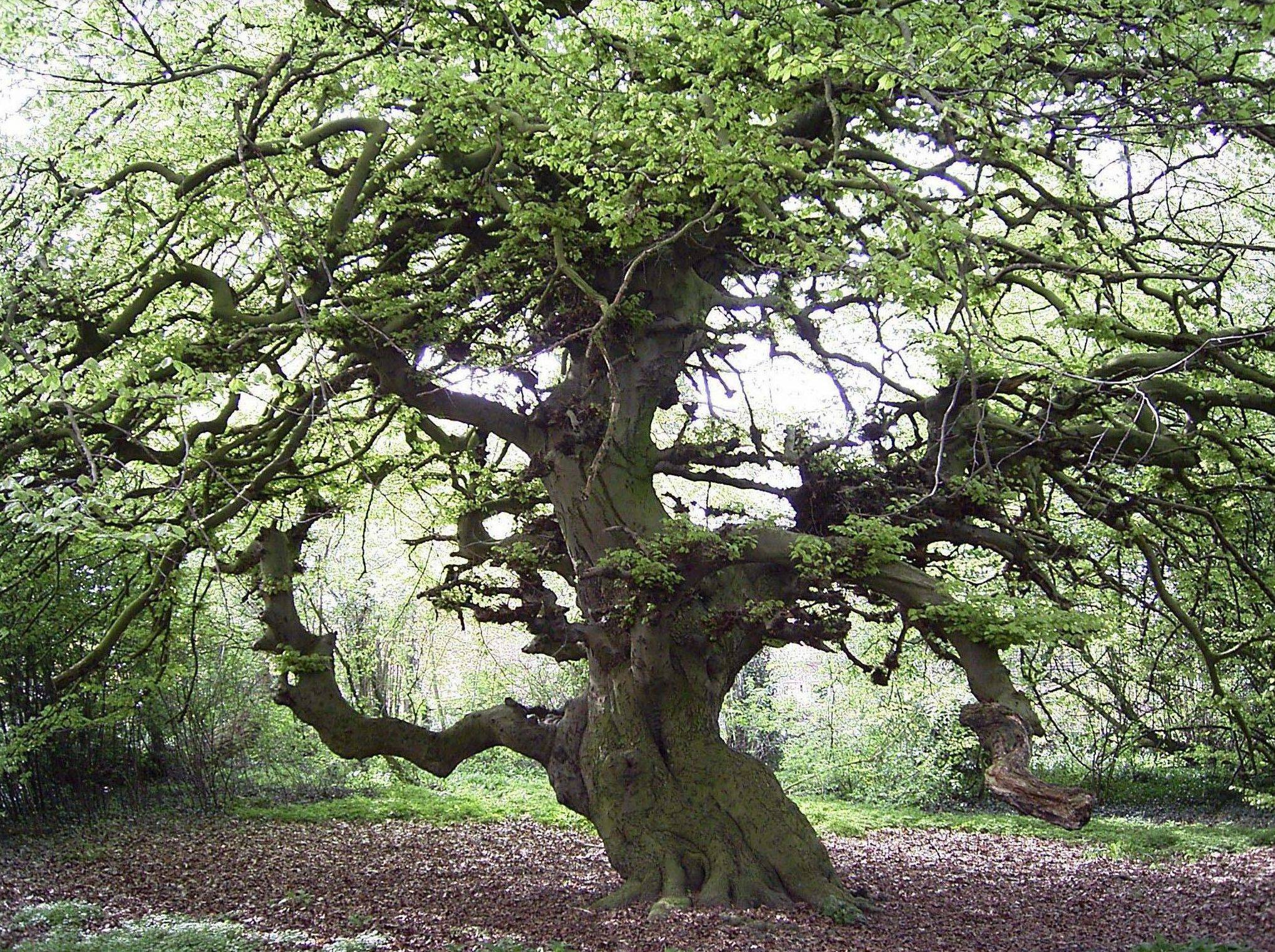
Dans un parc public à Lauenau (Allemagne).
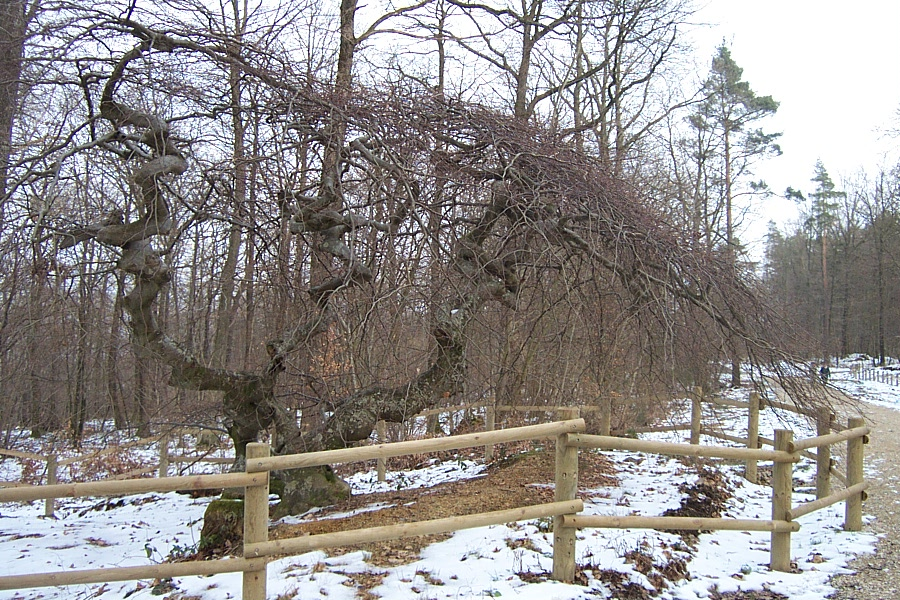
À Verzy (France).
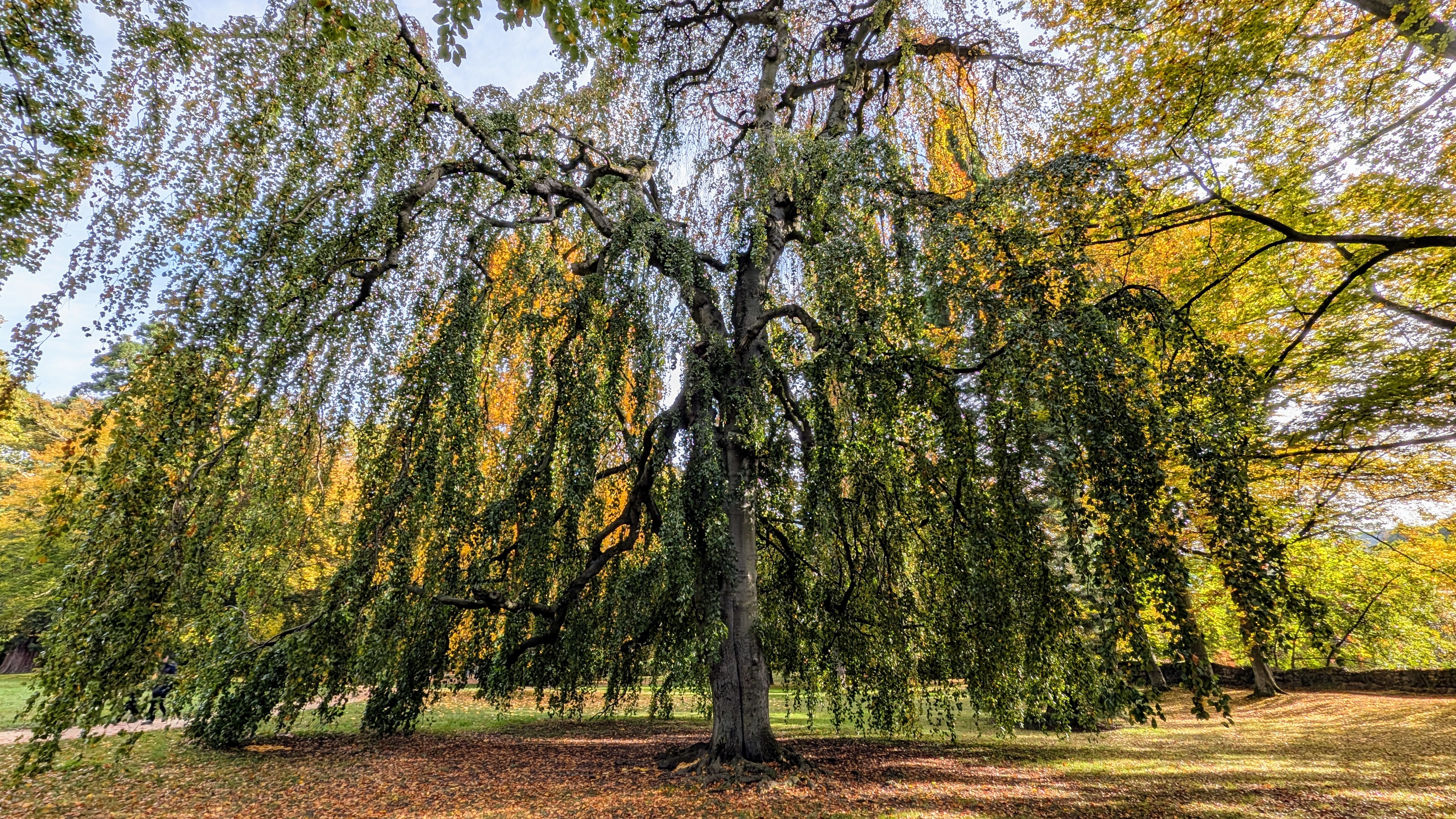
Dans le parc Schweitzer à Munster (Haut-Rhin).